# Franz Haniel

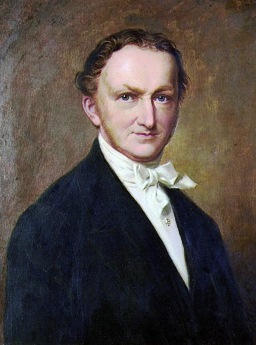
Franz Haniel, Gemälde von Max Volkhart

Johannes Franciscus „Franz“ Haniel (* 20. November 1779 in Ruhrort; † 24. April 1868 ebenda) war ein deutscher Unternehmer und Namensgeber der Franz Haniel & Cie. GmbH.

## Leben

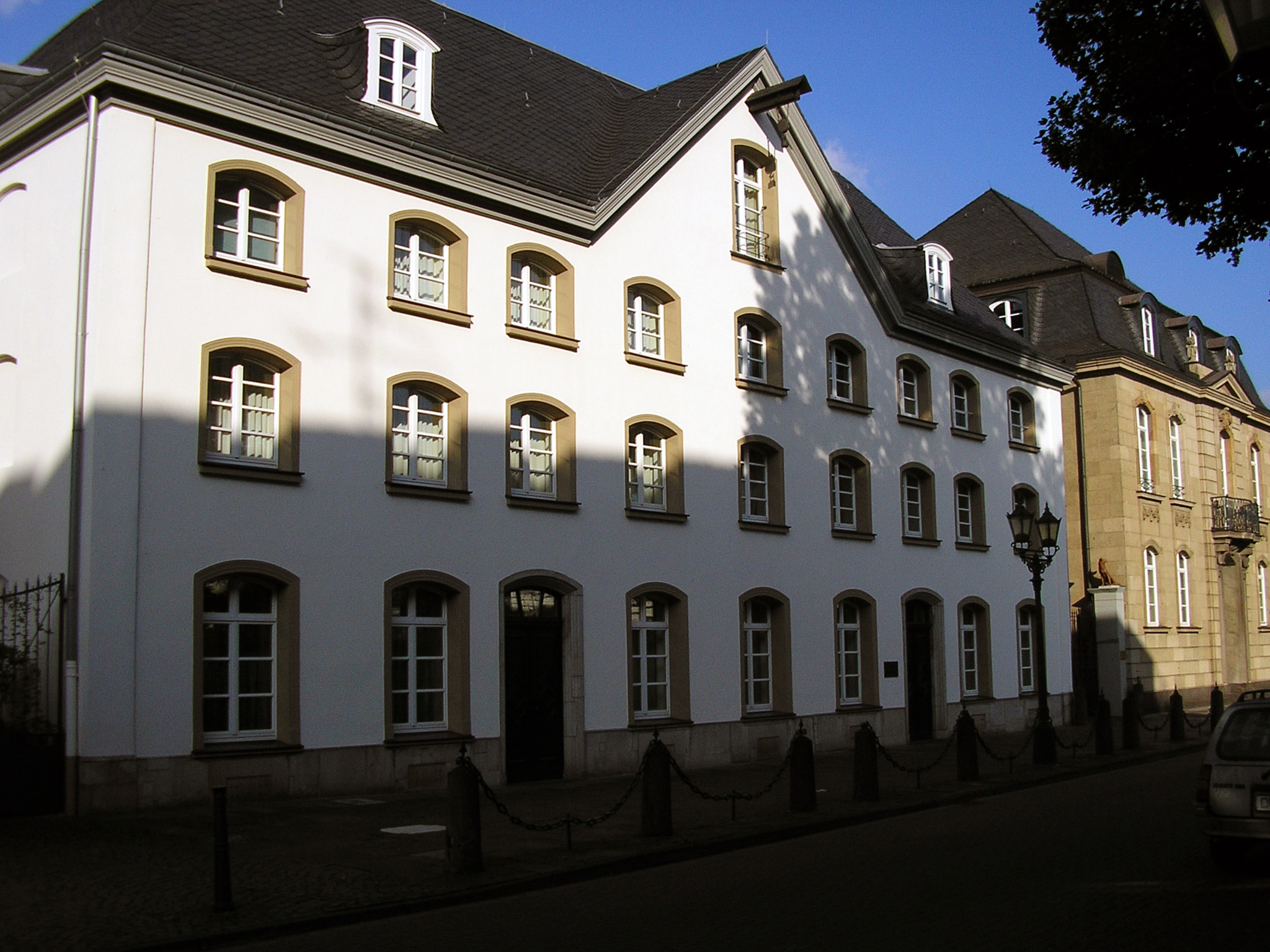
Erstes Wohn- und Geschäftshaus der Firma Haniel in Ruhrort, errichtet 1756. Hier lebte Franz Haniel von 1779 bis 1868.

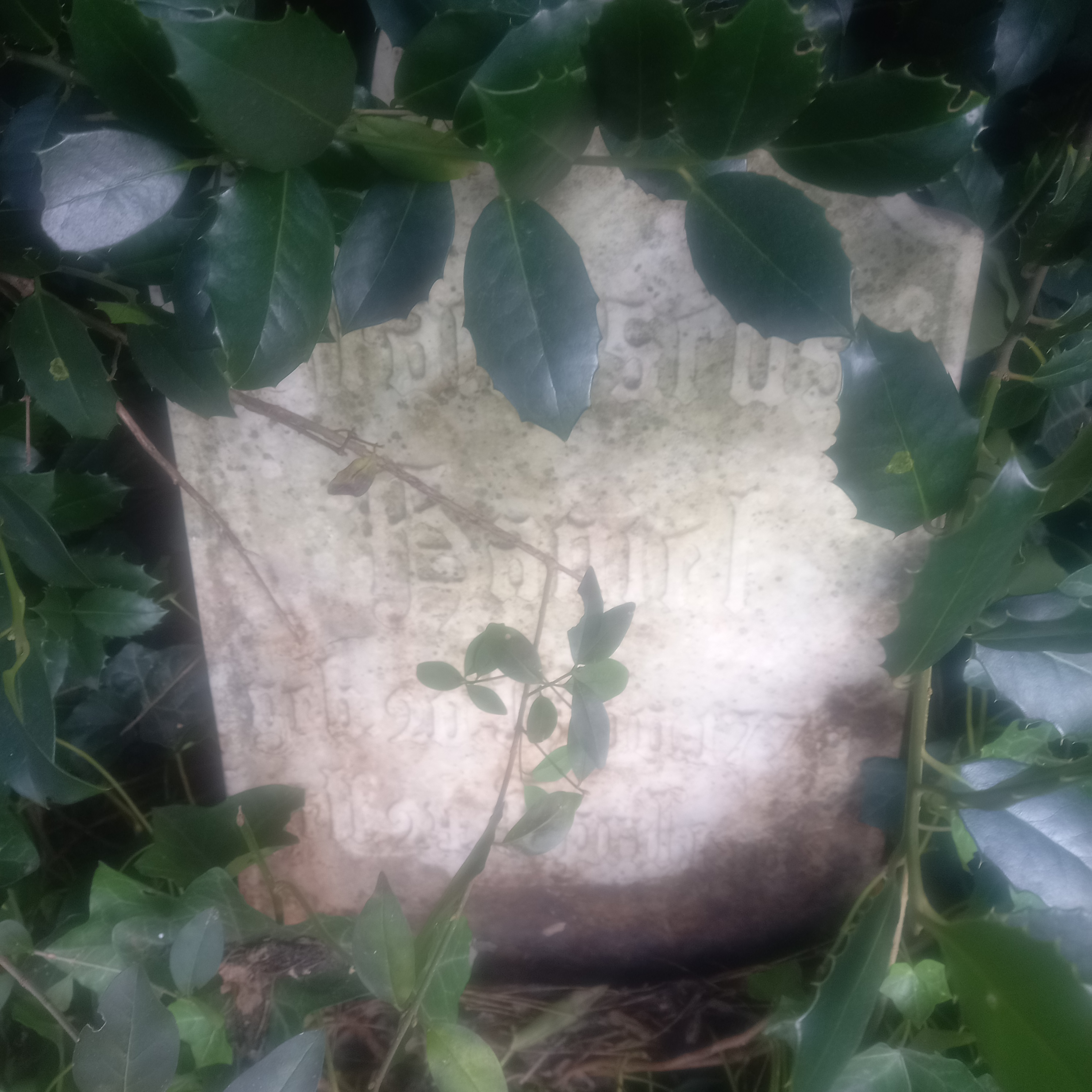
Das Grab von Franz Haniel auf dem Friedhof Ruhrort in Duisburg

Franz Haniel war das jüngste Kind von Aletta und Jacob Wilhelm Haniel. Er wurde am 20. November 1779 im Packhaus in Ruhrort geboren. Noch vor seinem dritten Geburtstag starb sein Vater.
Die maßgeblichen Impulse seiner Kindheit kamen also von seiner Mutter Aletta. Sie legte Wert auf umfassende Bildung und so wurde Franz – wie er später selbst notierte – „in dem Knabenalter von 5–10 Jahren […] in Ruhrort im Lesen, Schreiben, Orthografie, Geografie, französisch, Tanz, Flöte, Geige unterrichtet“. Das Rechnen erwähnte er nicht, möglicherweise lernte er das eher im Kontor seiner Mutter als in der Schule.
Während der Französischen Revolution, die dem Haus Haniel massenhaft Aufträge durch Flüchtlinge bescherte, musste der 15-Jährige auf die Schule verzichten und im Kontor aushelfen. Ab 1796 war Franz Haniel dort, ebenso wie sein Bruder Gerhard Haniel, angestellt.
Sein schon in Ruhrort gewecktes Interesse an der Spedition vertiefte Franz Haniel während einer Weiterbildung im Mainzer Handelshaus J. Hr. Weingärtner Sohn. Diese begann er als 18-Jähriger im Januar 1798.
Im März 1799 beendete er die Ausbildung auf Wunsch seiner Mutter vorzeitig und kehrte nach Ruhrort zurück.
Seit 1806 war Franz Haniel mit Friederike Christine Huyssen (1785–1867) verheiratet, einer Tochter des Essener Ratsherren Karl Isaac Arnold Huyssen (1751–1834).
Im Jahre 1808 gründete er gemeinsam mit seinem Bruder Gerhard, sowie seinen Schwägern Gottlob Jacobi und Heinrich Arnold Huyssen die Hüttengewerkschaft und Handlung Jacobi, Haniel & Huyssen in Sterkrade, aus der später die Gutehoffnungshütte hervorging, obwohl es im Vorfeld der Gründung zu schweren Spannungen gekommen war. Diese beruhten auf dem Vorgehen Huyssens bei den Verhandlungen mit Helene Amalie Krupp über den Verkauf der Hütte „Gute Hoffnung“ in Sterkrade. Eigentlich hatte Huyssen die Verhandlungen im Auftrag der Brüder Haniel und ihres Schwagers Gottlob Jacobi führen sollen. Sie wollten die Hütte „Gute Hoffnung“ zusammen mit den Hütten „St. Antony“ und „Neu-Essen“, die ihnen schon gehörten, in einer Gewerkschaft zusammenführen, um so die ungünstige Konkurrenzsituation zu beenden. Huyssen erwarb die Hütte dann aber für sich allein. Die Abtretung der Hütte „Gute Hoffnung“ an die neu zu gründende Gewerkschaft machte er von seiner Aufnahme als Teilhaber abhängig. Dieses Vorgehen trug ihm Franz Haniel bis an sein Lebensende nach.
Außerdem betrieb Franz Haniel eine Spedition, eine Kohlenhandlung und eine Reederei, der mehrere Ruhr- und Rheinschiffe gehörten, sowie eine Reihe weiterer Geschäfte. In der Zeit der Kontinentalsperre beteiligte er sich am äußerst lukrativen Getreideschmuggel nach England. Dies gelang ihm, wie fast alle seine Geschäfte, mit großem Erfolg.
Unter seiner Leitung gelang es im Jahr 1834 erstmals die bislang als undurchdringlich geltende Deckgebirge der Steinkohle („Mergeldecke“) zu durchstoßen und Fettkohle zu fördern. Diese Errungenschaft revolutionierte den Steinkohlenabbau im Ruhrgebiet und wird heute noch als Geburtsstunde des klassischen Ruhrgebietes angesehen. 1847 eröffnet Franz Haniel das Steinkohlebergwerk „Zeche Zollverein“ in Essen.
Für seine Verdienste erhielt Franz Haniel zahlreiche Ehrungen. 1845 ernannte ihn das Königshaus zum Kommerzienrat, 1856 zum Geheimen Kommerzienrat.
1842 wurde ihm der Rote Adlerorden IV. Klasse verliehen.
1864 erhielt er den Roten Adlerorden III. Klasse.
Das Ehepaar Haniel feierte 1866 das seltene Fest der diamantenen Hochzeit. Franz und Friederike Haniel hatten zehn Söhne und eine Tochter. Allerdings überlebten nur fünf Söhne und die Tochter ihre Eltern. Sein Sohn Hugo Haniel trat die Nachfolge des Unternehmens an.
Franz Haniel starb wenige Monate nach dem Tod seiner Frau am 24. April 1868 in seinem Geburtshaus in Ruhrort.

## Sonstiges

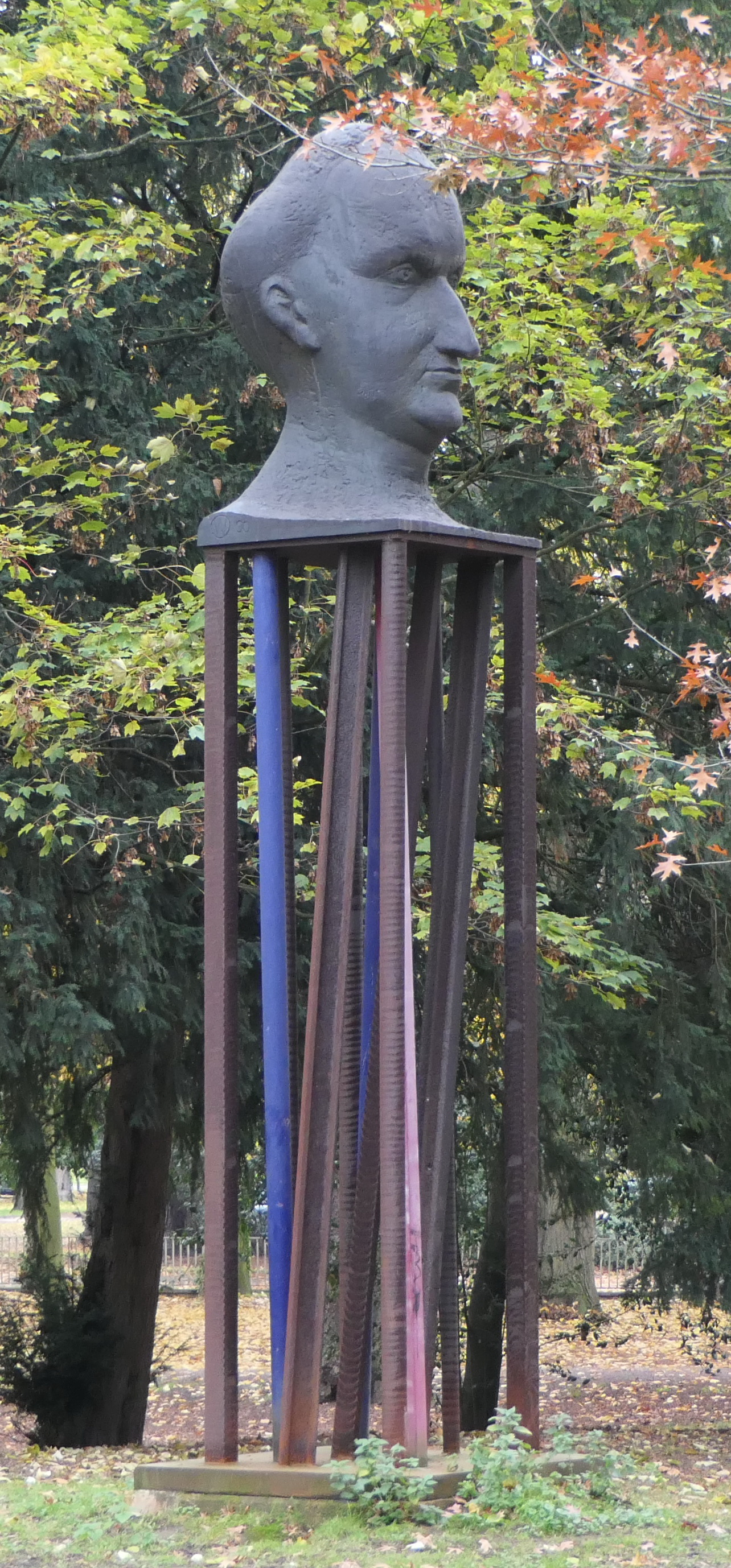
Franz-Haniel-Denkmal von Waldemar Otto.

- Ein Gymnasium in Duisburg-Homberg wurde nach Franz Haniel benannt, ebenso der Franz-Haniel-Platz in Duisburg-Ruhrort und die Franz-Haniel-Straße in Moers.
- Im Rheinpreußenpark in Duisburg-Homberg steht seit 1992 ein von Waldemar Otto entworfenes Franz-Haniel-Denkmal.[3] Ein weiteres Denkmal steht bei der St.-Antony-Hütte in Oberhausen.[4]
- Die Zeche Franz Haniel in Bottrop sowie dazugehörige Halde Haniel wurden nach Franz Haniel benannt.
- Der Volksmund interpretierte das Akronym GHH der Gutehoffnungshütte mit Gehört Hauptsächlich Haniel.